# Cueva, Chiapas
Cueva är en ort i Mexiko.   Den ligger i kommunen Tapachula och delstaten Chiapas, i den sydöstra delen av landet, 900 km sydost om huvudstaden Mexico City. Cueva ligger 2 035 meter över havet och antalet invånare är 347.
Terrängen runt Cueva är bergig åt sydost, men åt nordväst är den kuperad. Runt Cueva är det ganska tätbefolkat, med 172 invånare per kvadratkilometer. Närmaste större samhälle är Motozintla de Mendoza, 19,4 km norr om Cueva. I omgivningarna runt Cueva växer i huvudsak städsegrön lövskog.